# Paracymus aeneus
Paracymus aeneus är en skalbaggsart som först beskrevs av Ernst Friedrich Germar 1824.  Paracymus aeneus ingår i släktet Paracymus, och familjen palpbaggar. Enligt den svenska rödlistan är arten nära hotad i Sverige. Arten förekommer i Götaland och Öland. Artens livsmiljö är havsstränder, sjöar och vattendrag.